# Peel Castle

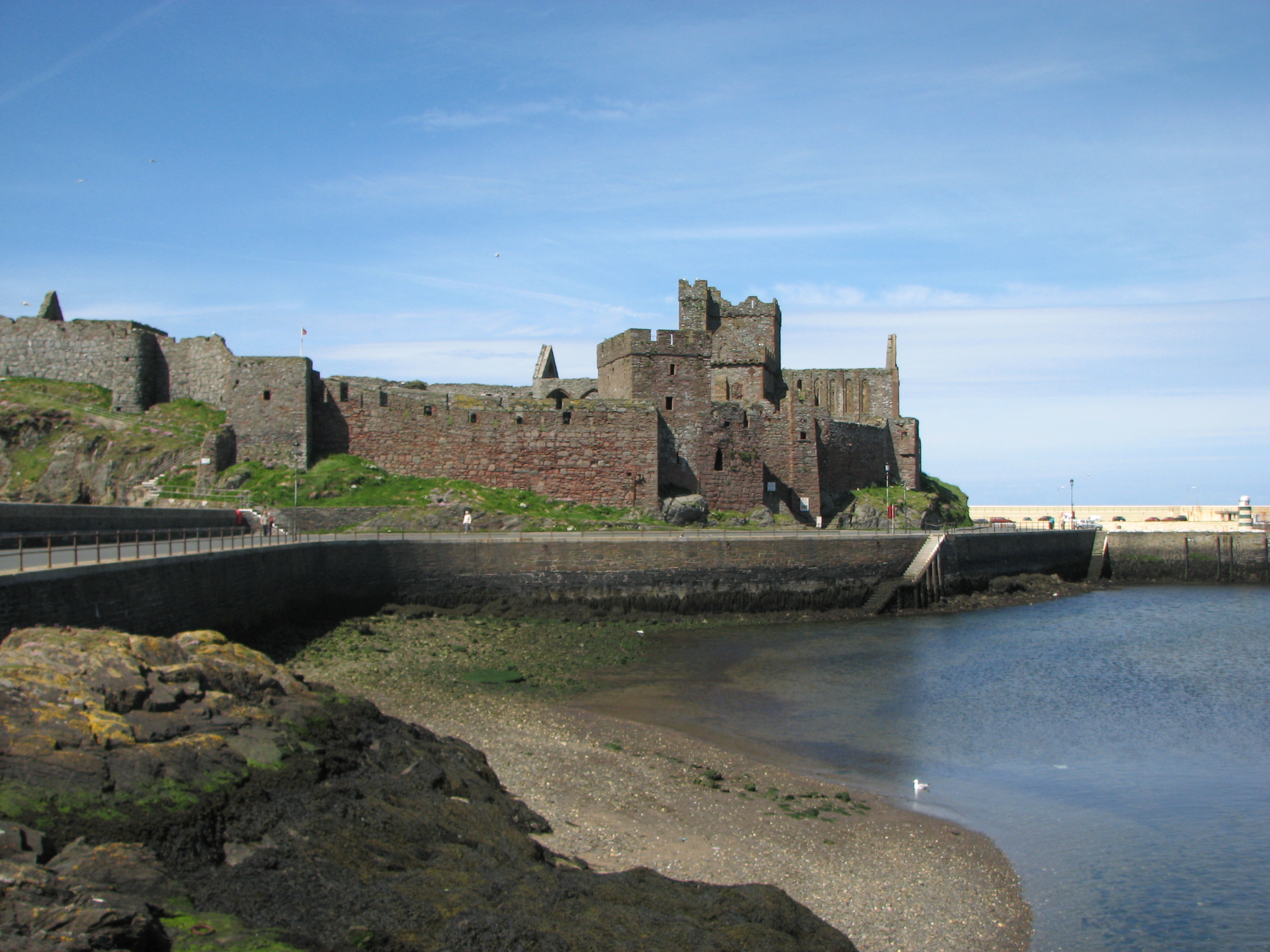
Peel Castle von der Schwenkbrücke im Hafen von Peel aus

Peel Castle (Cashtal Phurt-ny-Hinshey in Manx) ist eine Burgruine in Peel auf der britischen Isle of Man, die ursprünglich von den Wikingern gebaut wurde. Die Burg steht auf St. Patrick’s Isle, die mit der Stadt durch einen Damm verbunden ist. Heute gehört sie Manx National Heritage und ist im Sommer öffentlich zugänglich.

## Geschichte

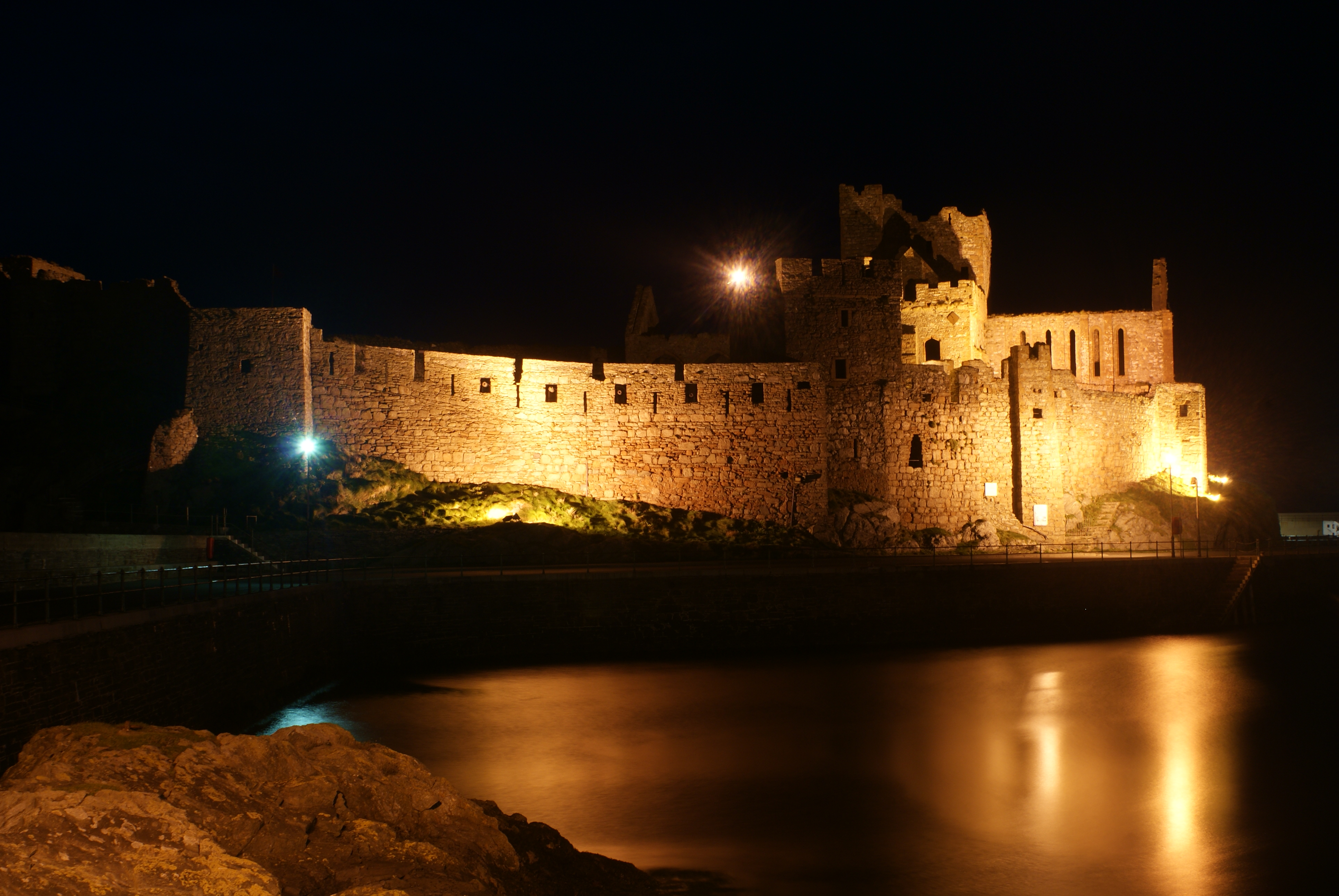
Die illuminierte Burg

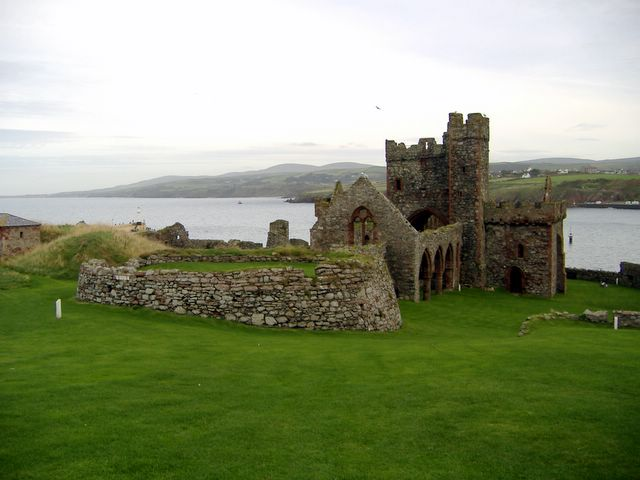
Ursprüngliche Kathedrale von Peel in der Burg

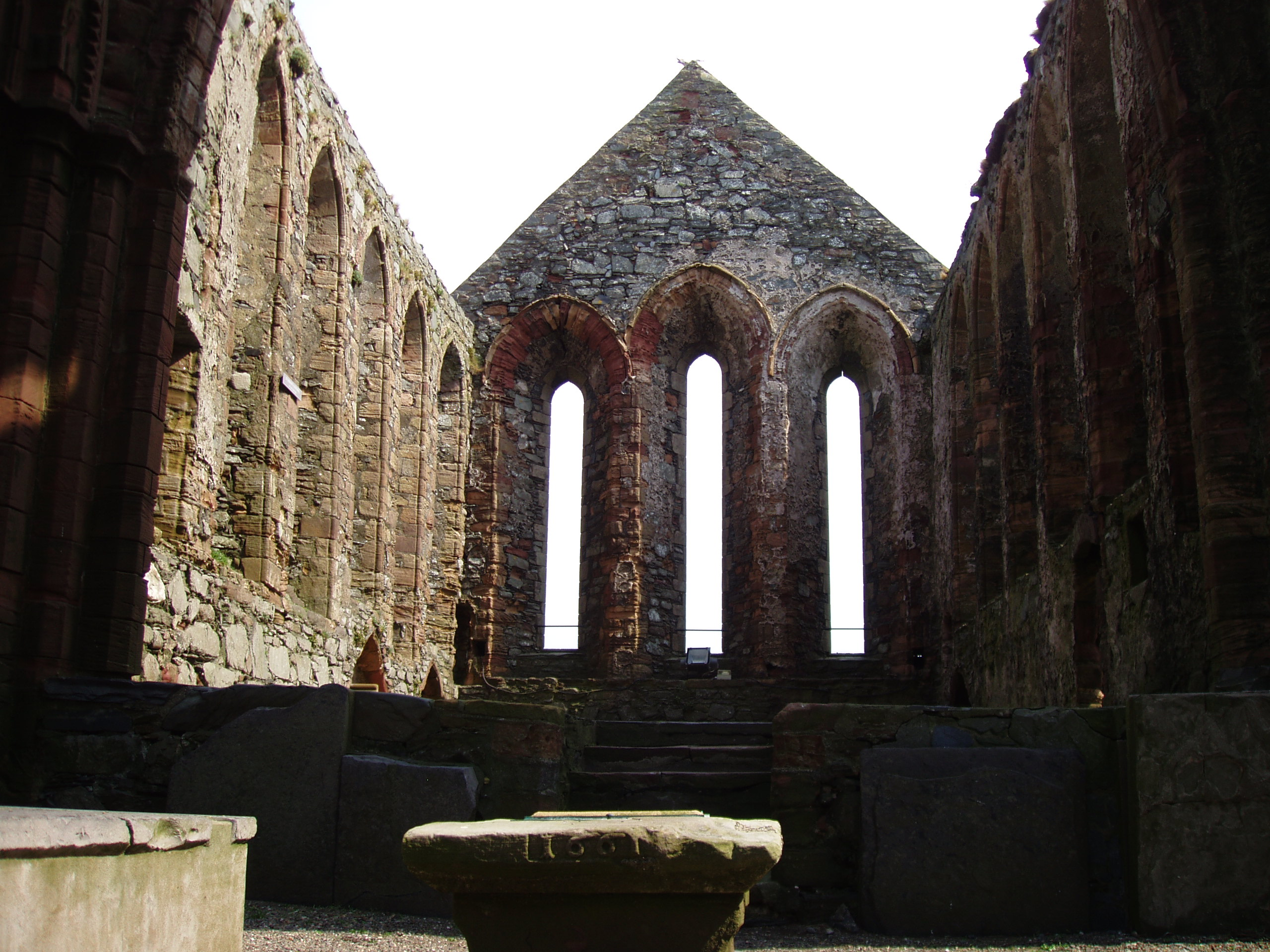
Chor der Kathedrale St. German

Die Burg wurde im 11. Jahrhundert von den Wikingern unter der Herrschaft von König Magnus III. von Norwegen gebaut. Es gab zwar ältere klösterliche Steinbauten der Kelten auf der Insel, aber die ersten Befestigungen der Wikinger waren aus Holz. Der gut sichtbare Rundturm war ursprünglich Teil eines keltischen Klosters, erhielt aber später Zinnen. Anfang des 14. Jahrhunderts wurden die meisten Türme und Mauern hauptsächlich aus dem roten Sandstein errichtet, der sich in großer Menge in der Gegend findet. Nach dem Ende der Wikingerherrschaft nutzte die Kirche die Burg weiterhin, da dort eine Kathedrale stand – der Bischofssitz der Diözese Sodor und Man –, sie wurde aber im 18. Jahrhundert aufgegeben.
Die Burg blieb befestigt und neue Befestigungsanlagen wurden bis 1860 hinzugefügt. Die Gebäude im Inneren der Burg sind heute großenteils Ruinen, aber die Außenmauer blieb intakt. Ausgrabungen in den Jahren 1982–1987 förderten einen ausgedehnten Friedhof und Überreste des originalen, hölzernen Forts von Magnus III. zutage. Zu den spektakulärsten Funden zählt das Grab der „Pagan Lady“ aus dem 10. Jahrhundert, in dem man eine schöne Halskette der Wikinger und ein Depot von Silbermünzen aus der Zeit um 1030 fand.

## Sonstiges
Der berühmteste „Bewohner“ der Burg ist der Moddey Dhoo oder „Schwarze Hund“.
Peel Castle ist heute auf der 10-Pfund-Note zu sehen, die die Regierung der Isle of Man herausgibt.
Peel Castle wird gelegentlich mit dem englischen Piel Castle verwechselt, das auf Piel Island, etwa 50 km östlich der Isle of Man in der Irischen See liegt. Dies geschieht insbesondere in Bezug auf das Gedicht von William Wordsworth, das Piel beschreibt, das er aber „Peele“ schreibt. Zumal weiß man, dass Wordsworth auch Peel Castle besuchte und mehrmals über die Isle of Man schrieb.
Peel Castle wurde auch als möglicher Standort von Avalon aus der Artuslegende vorgeschlagen.

## Ruinen der Kathedrale St. German

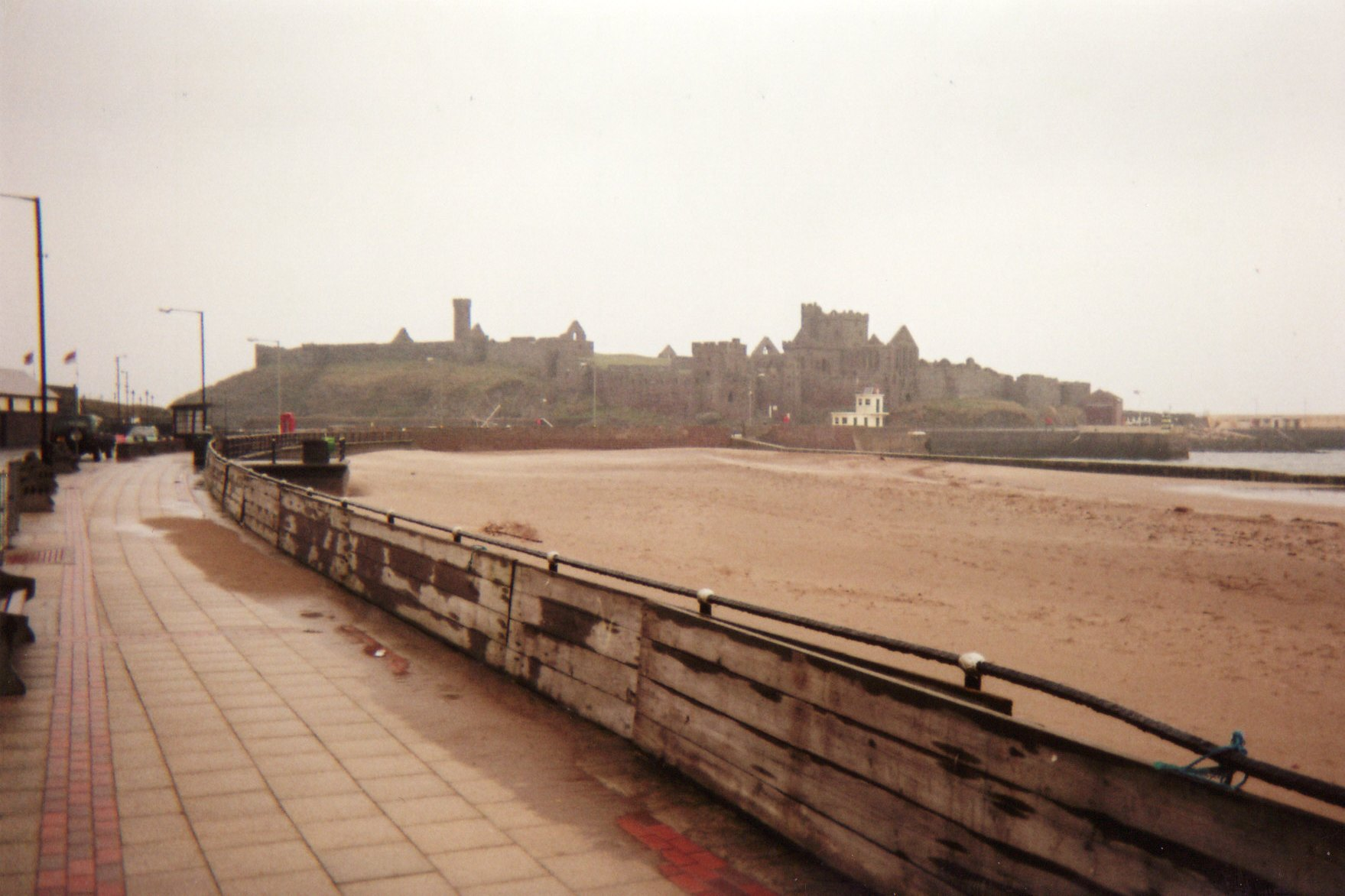
Peel Castle von der Küste bei Peel aus

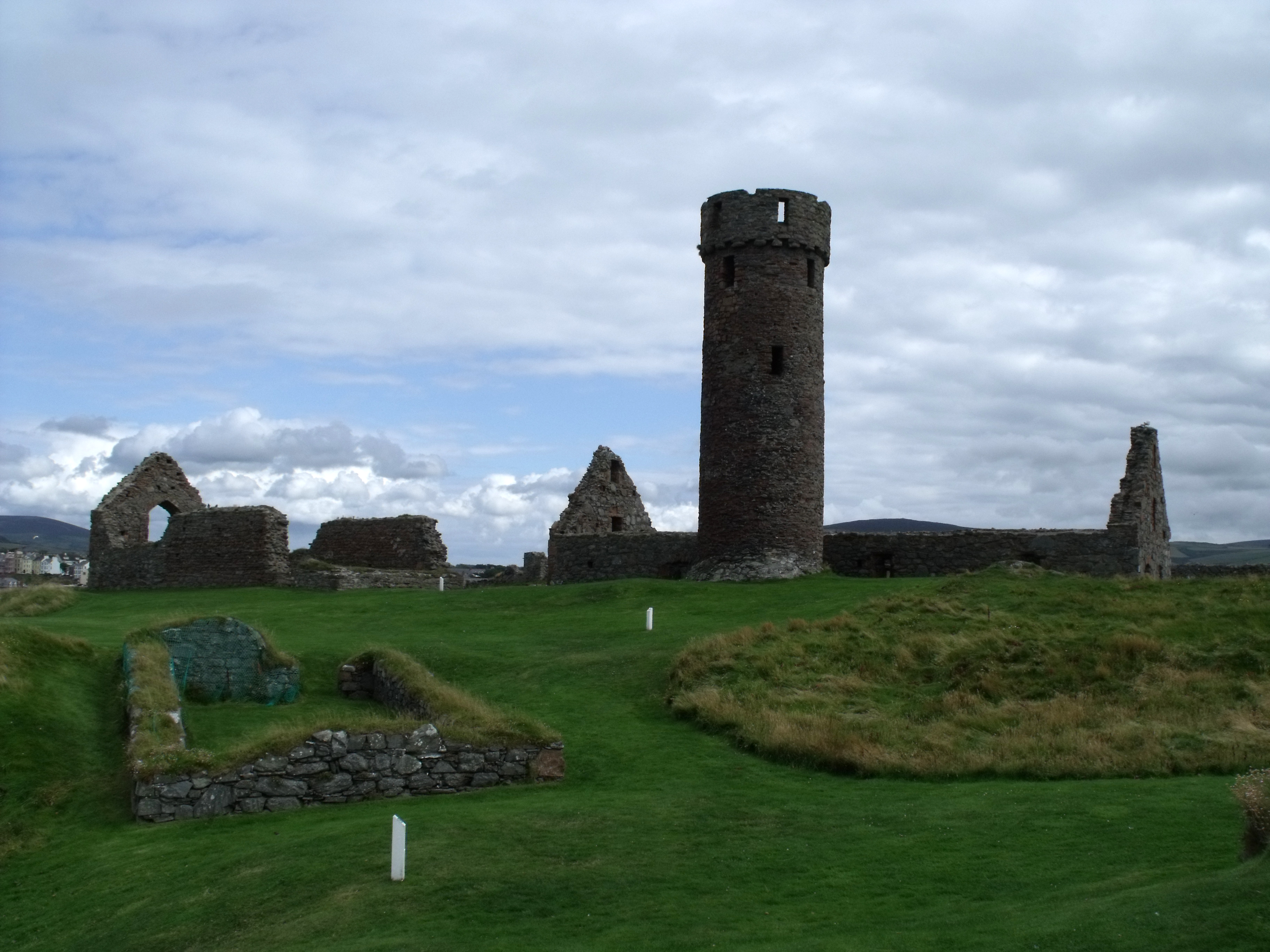
Der Rundturm wurde später mit Zinnen versehen.

Die Ruinen einer Kirche in den Burgmauern sind die der früheren Kathedrale St. German. Wie bei den anderen Gebäuden im Burghof fehlt auch der Kathedrale das Dach komplett. Eine Untersuchung, welche Reparaturen zur Restaurierung der Kathedrale notwendig wären, führte 1877 Robert Anderson für den Leutnant der Insel durch. Aber keine der vorgeschlagenen Reparaturen wurde jemals ausgeführt.
Eine Krypta mit Spitzbogengewölbe befindet sich unter dem Chor der Kathedrale. Das Bauwerk ist an seinem Westende 10,2 Meter × 4,8 Meter × 2,7 Meter groß und fällt zum Eingang im Osten hin ab.
In der Mitte des Querschiffes liegt das Grab, in dem 1661 Samuel Rutter, der Bischof von Sodor und Man, beerdigt wurde.
Im ehemaligen Hauptschiff der Kathedrale befindet sich heute ein Friedhof.
1980 wurde die Pfarrei St. German, Teil der Diözese Sodor und Man der Church of England, in die neuere Kathedrale von Peel an der Albany Road in Peel transferiert.